# Cimbasso

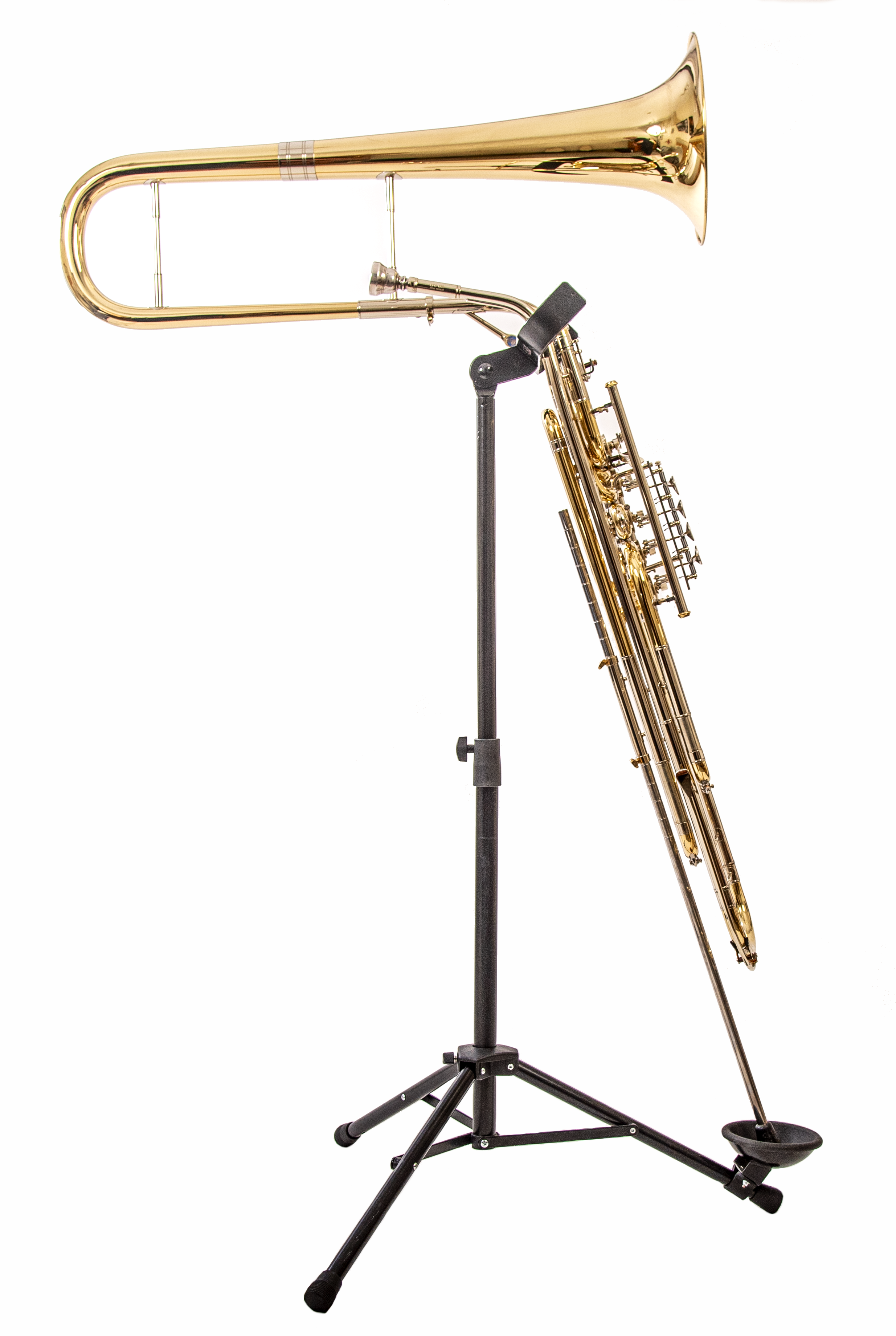
Cimbasso

Le cimbasso est un instrument de la famille des cuivres. 
C'est un trombone contrebasse à pistons ou à palettes (de 3 à 5), cousin du tuba et du sousaphone, et généralement en fa ou si{\displaystyle \flat }.
Il fut créé en Italie vers 1830 et notamment utilisé dans les opéra de Verdi ou Puccini.
Il est conçu pour être joué assis sur une chaise.